# Куркума кругла
Куркума кругла (Cúrcuma leucorrhiza) — вид рослин родини куркума (Curcuma).

## Опис
Коріння витягнуті, довгасті, в розрізі шорсткі з тріщинками. Листя на черешках, вузькі ланцетової форми. Квітки великі, мають світло-рожевий колір, але на самому кінці більш темного відтінку.
Ефірні олії, що містяться в листках і коренях, багаті на гермакрон (9,6–19,7 %), курдіон, (19,1–19,5 %), камфору (7,2–8,1 %), цинеол (4,0–7,4 %), крицерен (3,0–5,7 %), ліналоол (5,2–5,4 %), неокурдіон (2,8–4,6 %), ізоборнеол (2,0–3,8 %).

## Розповсюдження
Поширена в переважно у східних штатах Індії.

## Застосування
Кругла куркума — більше технічна культура, ніж харчова. Ефірну олію з листя та кореня отримують гіперперегонкою.
З коренів традиційно отримували крохмаль. З екстракту хлороформу висушених коренів отримують гуаянолід сесквітерпену лактона, що використовують в парфюмерії. У традиційній індійські медицині настоянку з корення використовують при збільшеній печінці та селезінці, виразці шлунку.